# Francesco Benigno
Francesco Benigno (Palermo, 4 ottobre 1967) è un attore e regista italiano.

## Biografia
Dodicesimo di tredici figli, abbandona presto la scuola per lavorare insieme al padre al mercato ortofrutticolo di Palermo. 
Il debutto nel mondo del cinema avviene per caso; Benigno, accompagnando l'amico Stefano Consiglio ad un provino per il film Mery per sempre (1989), viene notato dal regista Marco Risi. Inizialmente il regista gli assegnò la parte di Pietro, che andò invece a Claudio Amendola. A Benigno fu assegnato il ruolo di Natale, che ricoprì anche nel seguito del film, Ragazzi fuori (1990).
Dopo l'inaspettato successo degli esordi, determinato a trovare spazio nel mondo dello spettacolo, si trasferisce a Roma, faticando in un primo momento a slegarsi dal personaggio del "siciliano". Successivamente arriva qualche parte in titoli di discreta rilevanza commerciale: Vacanze di Natale '91 (1991) a fianco di Alberto Sordi, Ultimo respiro (1992), Anni 90 (1992), Anni 90 - Parte II (1993) e Palermo Milano - Solo andata (1995) con Raoul Bova e Giancarlo Giannini. Lavora a teatro e in svariate fiction (Un posto al sole, La squadra) e film TV (La Piovra 7, i vari Ultimo, Ultimo - La sfida, Ultimo - L'infiltrato, Donne di mafia e Il morso del serpente).
Nel 2005 Francesco Benigno partecipa alla seconda edizione del reality show La fattoria, condotto da Barbara D'Urso su Canale 5, venendo eliminato nel corso della quarta puntata. Oltre all'attività di attore, Francesco Benigno ha inciso alcuni LP in lingua napoletana. La sua canzone più famosa è intitolata Dimenticare. Nel 2007 partecipa insieme ad altri attori di Mery per sempre al videoclip della canzone Pensa di Fabrizio Moro, vincitore di Sanremo giovani. Il video è stato diretto da Marco Risi.
Nel 2008, come regista, vince il Grifone d'argento al Giffoni Film Festival nella sezione Trouble gaze per il miglior cortometraggio, che racconta due anni della sua infanzia, dalla morte della madre alla fuga da casa. Recita il brano L'Italia in duetto con Marco Masini al Festival di Sanremo 2009. Sensibile ai temi sociali e dell'infanzia, nel 2008 ha aderito, insieme ad altri volti noti del mondo dello spettacolo e dell'arte, alla campagna Giù le mani dai bambini, contro la somministrazione disinvolta di psicofarmaci ai minori. Francesco Benigno è stato più volte presente ai Derby del cuore Roma-Lazio e Milan-Inter [4]. Nel 2011 partecipa alla trasmissione televisiva Il senso della vita condotta da Paolo Bonolis in onda su Canale 5, dove racconta la sua difficile infanzia e di come sia entrato nel mondo del cinema.
Nel luglio 2011 viene convinto da Raoul Bova a partecipare a Ultimo - L'occhio del falco di nuovo nei panni di Aspide. Nel 2013 appare sui settimanali come testimonial del marchio "aPesod'Oro - Compro oro e argento". Da settembre 2014 prende parte al programma Avanti un altro!, condotto da Paolo Bonolis. Nel 2015 ha ideato e condotto insieme a Valentina Magazzù (sua compagna) il programma Né arte né parte trasmesso in Sicilia da Tele One.

### Politica
Nel giugno 2017 si candida come consigliere comunale alle elezioni amministrative di Palermo con la lista "Centro-destra per Palermo", raccogliendo 156 voti non venendo eletto.

### Vita privata
Ha tre figli,  l'ultimo dei quali nato dopo il matrimonio con l'attrice e conduttrice Valentina Magazzù, celebrato con rito cattolico in chiesa il 24 giugno 2021.

## Filmografia

### Cinema
- Mery per sempre, regia di Marco Risi (1989)
- Ragazzi fuori, regia di Marco Risi (1990)
- Caldo soffocante, regia di Giovanna Gagliardo (1991)
- Vacanze di Natale '91, regia di Enrico Oldoini (1991)
- Anni 90, regia di Enrico Oldoini (1992)
- Ultimo respiro, regia di Felice Farina (1992)
- Un sogno perso, regia di Pasquale Scimeca (1992)
- Anni 90 - Parte II, regia di Enrico Oldoini (1993)
- Miracolo italiano, regia di Enrico Oldoini (1994)
- Palermo Milano - Solo andata, regia di Claudio Fragasso (1995)
- La stanza dello scirocco, regia di Maurizio Sciarra (1998)
- Crimine contro crimine, regia di Aldo Florio (1998)
- Arresti domiciliari, regia di Stefano Calvagna (2000)
- Tutte le donne della mia vita, regia di Simona Izzo (2007)
- Roma nuda, regia di Giuseppe Ferrara (2012) - proiezione privata a Roma[10]
- L'ora legale, regia di Ficarra e Picone (2017)
- Il colore del dolore, regia di Francesco Benigno (2020)

### Televisione
- Il commissario Corso – serie TV, ep. 9 Spareggio con l'assassino (1991)
- Un bambino in fuga - Tre anni dopo – miniserie TV (1990)
- Il diavolo e l'acqua santa – film TV (1992)
- La piovra 7 - Indagine sulla morte del commissario Cattani – miniserie TV, 4 episodi (1995)
- Un posto al sole – soap opera (1998)
- Ultimo – serie TV (1998)
- I giudici - Excellent Cadavers, regia di Ricky Tognazzi – film TV (1999)
- Ultimo - La sfida, regia di Michele Soavi – miniserie TV (1999)
- La squadra – serie TV, 5 episodi (2003)
- Don Matteo – serie TV, ep. 5 La strategia dello scorpione (2000)
- Donne di mafia, regia di Giuseppe Ferrara – miniserie TV (2001)
- Il morso del serpente, regia di Luigi Parisi – film TV (2001)
- Le ali della vita 2 – serie TV (2001)
- Blindati, regia di Claudio Fragasso – miniserie TV (2003)
- Ultimo - L'infiltrato, regia di Michele Soavi – miniserie TV (2004)
- L'ultimo padrino, regia di Marco Risi – miniserie TV (2008)
- Tiberio Mitri - Il campione e la miss – miniserie TV (2011)
- Ultimo - L'occhio del falco, regia di Michele Soavi – miniserie TV (2013)
- Boris Giuliano - Un poliziotto a Palermo, regia di Ricky Tognazzi – miniserie TV (2016)
- La vita promessa – serie TV (2018)

### Programmi TV
- La fattoria (2005) - concorrente
- L'isola dei famosi (2024) - concorrente. Squalificato dopo una settimana a causa di comportamenti non consoni e vietati dal regolamento.

### Cortometraggi
- La mancia, regia di Roberto Palmerini (1997)
- Ice (Yamaha), regia di Giampaolo Fabrizi (2002)
- Benigno, regia di Francesco Benigno (2008)
- Scintilla, regia di Francesco Benigno (2018)

## Teatro
- La valigia di carne, regia di Giulio Base (1992-1993)
- Sotterraneo, regia di Franco Bestini (1994)
- Butterfly, il sopravvissuto, regia di Francesco Benigno (2022)

## Webserie
- GiGi TV Show 2 - Gli anni d'oro, regia di Luigi Addate (2023) – 2º episodio

## Discografia

### Album
- 1991 – Io ragazzo fuori – (Seamusica)
- 1993 – Io = Voi – (Seamusica)
- 1997 – Per sempre – (GS Record)
- 2002 – Con il cuore in mano – (GS Record)
- 2004 – Nel cammino della vita – (Seamusica)
- 2005 – Abbronzata – (Seamusica)

### Videoclip
- 1990 – Chiama piano – (Pierangelo Bertoli e Fabio Concato)
- 1994 – Evviva la musica – (Alessandro Greco)
- 2007 – Pensa – (Fabrizio Moro)
- 2017 – Senza pagare – (J-Ax e Fedez feat. T-Pain)

## Riconoscimenti
- Efebo d'oro per il film Mery per sempre (1989)
- Ciak d'oro come miglior attore in Ragazzi fuori al Festival di Venezia (1990)
- Premio Piper come miglior attore per Ragazzi fuori (1991)
- Chiave d'oro Chianciano Terme per il film Anni 90 (1993)
- Premio Pasquino d'oro Roma (2001)
- Torre d'argento migliore attore fiction TV (2002/03)
- Premio Aragonese Ischia (2006)
- Leone d'argento città di Carlentini, miglior siciliano che si è distinto nel mondo (2008)
- Grifone d'argento come miglior cortometraggio con "BENIGNO" al Giffoni Film Festival (2008)
- Gran Premio della critica al “Terra di Siena Film Festival” per Il colore del dolore di Francesco Benigno (2020)
- "Premio migliore opera prima al "IV Castelli Romani film festival internazionale" a Francesco Benigno per il film Il colore del dolore (2020)
- Premio Internazionale Vincenzo Crocitti alla regia per la migliore opera prima Il colore del dolore (2020)